# ریچارد کیس
ریچارد کیس (متولد ۱۹۶۴) هنرمند کمیک آمریکایی است که بیشتر برای کارهایش برای دی سی کامیکس به ویژه سرگیجه شناخته شده‌است.
او را نباید با ریچارد کیس، هنرمند کمیک که در دهه ۱۹۴۰ برای استودیو ایگر و فیکشن هاوس کار می‌کرد، اشتباه گرفت.

## حرفه
ریچارد کیس پس از دریافت مدرک لیسانس هنرهای زیبا از دانشکده طراحی رود آیلند، به عنوان دستیار والت سیمونسون، کارتونیست مشهور در سال ۱۹۸۵ مشغول به کار شد. اولین داستان کمیک منتشر شده توسط کیس در مجموعه داستان‌های عجیب و غریب مارول کامیکس ظاهر شد. ۲ #۱۰ (ژانویه 1988). او به دی سی کامیکس نقل مکان کرد و اکثر شماره‌های اجرای گرنت موریسون را در دووم پاترول با شماره ۱۹ (فوریه ۱۹۸۹) شروع کرد.